# Верхняя Кондрата
Верхняя Кондрата — деревня в Чистопольском районе Татарстана. Административный центр и единственный населённый пункт Верхнекондратинского сельского поселения.

## География
Находится в центральной части Татарстана на расстоянии приблизительно 29 км по прямой на юг от районного центра города Чистополь.

## История
Известна с 1710 года. В начале XX века действовала школа Братства св. Гурия. В 1997 году построена церковь.

## Население
Постоянных жителей было: в 1782 — 87 душ муж. пола; в 1859 — 442, в 1897 — 830, в 1908 — 959, в 1920 — 945, в 1926 — 522, в 1938 — 556, в 1949 — 510, в 1958 — 629, в 1970 — 626, в 1989 — 425, в 2002 — 380 (татары 68 %, фактически кряшены, чуваши 31 %), 339 — в 2010.